# Championnat d'Écosse de football de deuxième division 2013-2014
Navigation
Édition précédente Édition suivante
Le championnat d'Écosse de football de 2e division 2013-2014 (ou Scottish Championship), est la 108e édition du Championnat d'Écosse de football D2. Il s'agit de la 1re édition de ce championnat sous cette nouvelle formule depuis la réforme du football écossais de 2013.
Cette épreuve regroupe 10 équipes qui s'affrontent quatre fois chacune, soit un total de 36 journées. Le champion est directement promu en Scottish Premiership et les trois équipes classées de la 2e à la 4e place disputent les barrages de promotion/relégation avec le 11e de Premiership. À l'inverse, le dernier du classement est relégué en League One et l'avant-dernier dispute les barrages de promotion/relégation contre les équipes classées 2e, 3e et 4e de division inférieure.

## Les clubs participants à l’édition 2013-2014
| \| Cowdenbeath Alloa Athletic Falkirk Greenock Morton Hamilton Livingston Dundee FC Dumbarton Raith Rovers Queen of the South \| Localisation des clubs engagés dans le championnat. |
| Cowdenbeath Alloa Athletic Falkirk Greenock Morton Hamilton Livingston Dundee FC Dumbarton Raith Rovers Queen of the South                                                           |

| Club                              | Ville       | Classement 2012-2013 | Stade                  | Capacité |
| --------------------------------- | ----------- | -------------------- | ---------------------- | -------- |
| Dundee Football Club              | Dundee      | 12 (SPL)             | Dens Park              | 11 506   |
| Greenock Morton Football Club     | Greenock    | 2                    | Cappielow Park         | 11 589   |
| Falkirk Football Club             | Falkirk     | 3                    | Falkirk Stadium        | 8 750    |
| Livingston Football Club          | Livingston  | 4                    | Almondvale Stadium     | 9 865    |
| Hamilton Academical Football Club | Hamilton    | 5                    | New Douglas Park       | 6 078    |
| Raith Rovers Football Club        | Kirkcaldy   | 6                    | Stark's Park           | 8 473    |
| Dumbarton Football Club           | Dumbarton   | 7                    | The Bet Butler Stadium | 2 020    |
| Cowdenbeath Football Club         | Cowdenbeath | 8                    | Central Park           | 4 309    |
| Queen of the South Football Club  | Dumfries    | 1 (SD)               | Palmerston Park        | 7 620    |
| Alloa Athletic Football Club      | Alloa       | 2 (SD)               | Recreation Park        | 3 100    |

## Classement
Le classement est établi sur le barème de points classique (victoire à 3 points, match nul à 1, défaite à 0). Les clubs à égalité en nombre de points sont départagés en fonction des critères suivants :
1. Plus grande différence de buts générale
2. Plus grand nombre de buts marqués
3. Confrontations directes entre les équipes : a- points terrain ; b- différence de buts particulière ; c- nombre de buts inscrits
4. Dans le cas où l'égalité persiste et où une place de promotion/relégation est en jeu, les équipes se départagent lors d'un match d'appui sur terrain neutre ; sinon (place ne présentant aucun enjeu), elles sont déclarées ex aequo

Mis à jour : 3 mai 2014
| Rang | Équipe               | Pts | J  | G  | N  | P  | Bp | Bc | Diff |
| ---- | -------------------- | --- | -- | -- | -- | -- | -- | -- | ---- |
| 1    | Dundee FC R          | 69  | 36 | 21 | 6  | 9  | 41 | 26 | +15  |
| 2    | Hamilton Academical  | 67  | 36 | 19 | 10 | 7  | 68 | 41 | +27  |
| 3    | Falkirk              | 66  | 36 | 19 | 9  | 8  | 59 | 33 | +26  |
| 4    | Queen of the South P | 55  | 36 | 16 | 7  | 13 | 53 | 39 | +14  |
| 5    | Dumbarton            | 51  | 36 | 15 | 6  | 15 | 65 | 64 | +1   |
| 6    | Livingston           | 46  | 36 | 13 | 7  | 16 | 51 | 56 | -5   |
| 7    | Raith Rovers         | 42  | 36 | 11 | 9  | 16 | 48 | 61 | -13  |
| 8    | Alloa Athletic P     | 40  | 36 | 11 | 7  | 18 | 34 | 51 | -17  |
| 9    | Cowdenbeath          | 40  | 36 | 11 | 7  | 18 | 50 | 72 | -22  |
| 10   | Greenock Morton      | 26  | 36 | 6  | 8  | 22 | 32 | 71 | -39  |

Promotions
- Promotion en Scottish Premiership
- Qualification pour les barrages de promotion

Relégations
- Relégation en Scottish League One
- Barrages de relégation

Abréviations
- P : Promus de Scottish Second Division 2012-2013
- R : Relégué de Scottish Premier League 2012-2013

### Barrages de promotion/relégation
Les équipes classées deuxième, troisième et quatrième participent aux barrages. Si une de ces équipes remporte cette compétition prenant la forme d'une coupe en matches aller-retour, elle accède à la division supérieure.
La quatrième équipe participante est l'équipe ayant terminée à l'avant-dernière place de la division supérieure. Si cette équipe remporte la compétition, elle se maintient dans sa division. Dans le cas contraire, elle est reléguée.

#### Quart de finale
|  | Falkirk | 1 - 2 | Queen of the South |  |  |
|  |         |       |                    |  |  |

|  | Queen of the South | 1 - 3 | Falkirk |  |  |
|  |                    |       |         |  |  |

Score cumulé : Falkirk 4 - 3 Queen of the South

#### Demi-finale
|  | Hamilton Academical | 1 - 1 | Falkirk |  |  |
|  |                     |       |         |  |  |

|  | Falkirk | 0 - 1 | Hamilton Academical |  |  |
|  |         |       |                     |  |  |

Score cumulé : Hamilton Academical 2 - 1 Falkirk

#### Finale aller
|  | Hibernian Football Club | 2 - 0 | Hamilton Academical |  |  |
|  |                         |       |                     |  |  |

#### Finale retour
|  | Hamilton Academical | 3 - 0 | Hibernian Football Club |  |  |
|  |                     |       |                         |  |  |

Score cumulé : Hamilton Academical 3 - 2 Hibernian Football Club
Hamilton Academical est promu en Scottish Premiership.